# 渤海街道 (葫芦岛市)
渤海街道，是中华人民共和国辽宁省葫芦岛市连山区下辖的一个乡镇级行政单位。

## 行政区划
渤海街道下辖以下地区：
文化社区、北安社区、民安社区、铁东社区、郑屯社区、育才社区、渤海社区、丰乐社区、北宁社区、群英社区、泰康社区、滨河社区、铁安社区和新风社区。